# Ferrari 333 SP

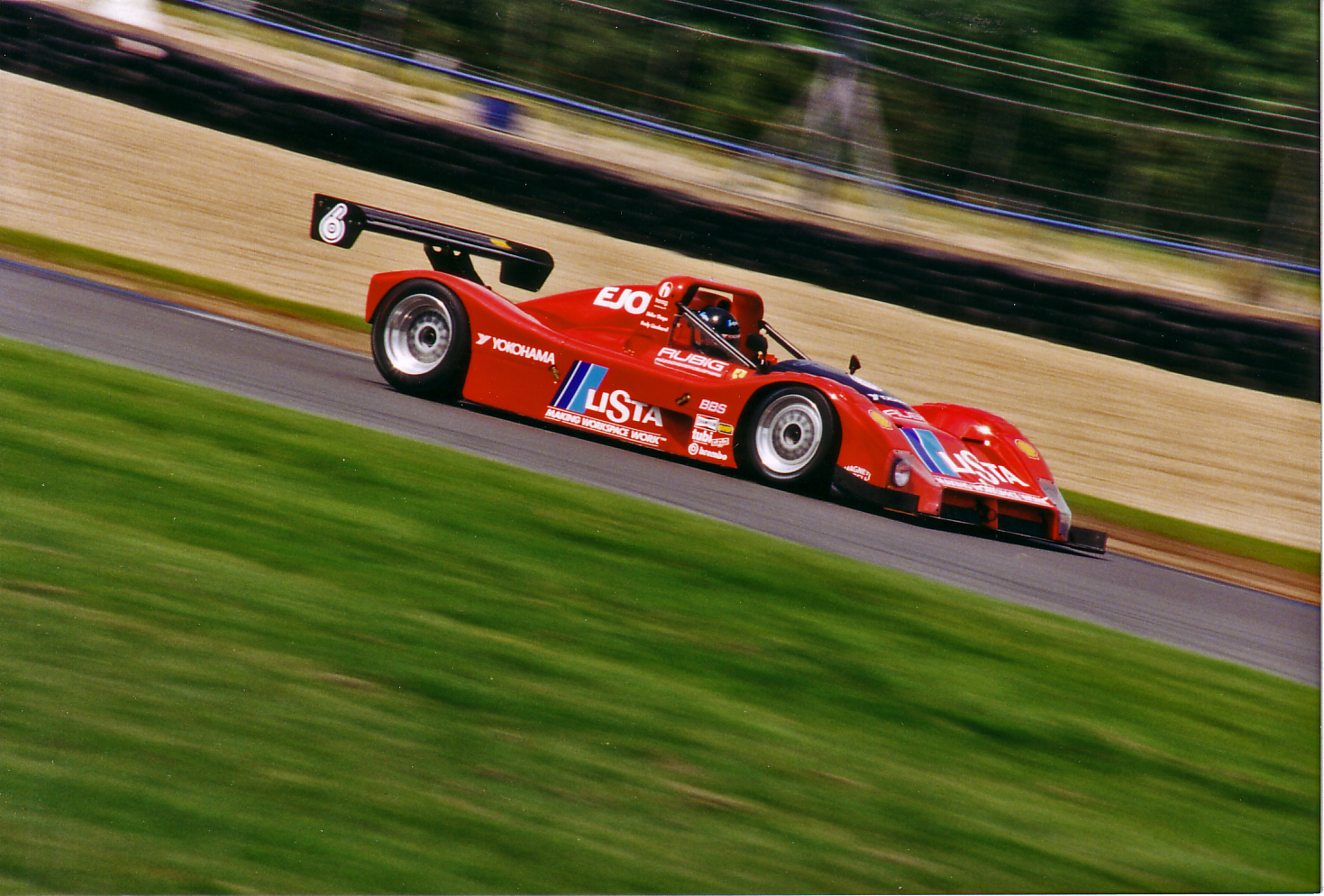
Ferrari 333 SP

El Ferrari 333 SP fue un sport prototipo fabricado por Michelotto para la marca italiana Ferrari en la clase World Sports Car del Campeonato IMSA GT, la cual reemplazó a los GTP. Presentado a finales de 1993, el 333 SP marcó el regreso oficial de Ferrari a las categorías de deportivos después de 20 años.
Mientras el 333 estaba en planes, Ferrari contrató al fabricante de chasis Dallara para el desarrollo, y concentrarse exclusivamente en el motor, que fue una versión del V12 usado en el F92A de Fórmula 1 de 3,5 litros aumentado a 4,0 litros y con 600 caballos de potencia.
El automóvil debutó en la tercera fecha del Campeonato IMSA GT en 1994 en Road Atlanta asegurando las dos primeras posiciones. Cuatro automóviles fueron suministrados a tres equipos, Euromotorsport, Momo Corse, y Team Scandia. En la ronda siguiente, en Lime Rock, monopolizaron el podio. Sin embargo, como Ferrari empezó tarde fueron derrotados por Oldsmobile en el campeonato de Constructores, y Andy Evans fue quinto en el campeonato de pilotos para la marca.
En 1995 tendría su revancha, a pesar de lo poco fiable que fue en las 24 Horas de Daytona, ganó en las 12 Horas de Sebring antes de anotar las cuatro siguientes victorias. Los cuatro automóviles tuvieron resultados consistentes y Ferrari ganó el campeonato de constructores y Fermín Vélez el de pilotos. El automóvil también debutó en las 24 Horas de Le Mans, pero nunca fue competitivo y el mejor resultado fue sexto.
En 1998, el automóvil fue ligeramente actualizado, y encontró nuevo rumbo en el International Sports Racing Series ganando casi todas las carreras y tomando las dos primeras posiciones en el campeonato de equipos. En América ganó tres rondas del IMSA GT, y llevó a Wayne Taylor a las segunda posición final del campeonato y Ferrari ganó el de constructores. En la rival de la USRRC Can-Am, el 333 SP finalmente ganó las 24 Horas de Daytona.
En 1999 el automóvil encontró su nicho en las carreras europeas, como en la nueva American Le Mans Series dominada por equipos oficiales como Audi y BMW contra los Ferrari de los privados y fueron superados constantemente. Mientras cruzando el Atlántico fue el turno del 333 SP, Collard and Sospiri retuvieron el título de la ISRS.
El automóvil terminó convirtiéndose en un chasis obsoleto, tanto en la aerodinámica como en el motor, y gradualmente fue desapareciendo de las parrillas. En 2001 no hubo ninguno en la ALMS y Risi Competizione hizo una pocas apariciones en la serie Grand-Am. Mientras en Europa Marco Zadra ganó el campeonato FIA Sportscar pero el automóvil no fue dominante como alguna vez fue. El 2002 estuvo ausente en el campeonato pero con unas pocas apariciones en el año siguiente, pero con motor Judd, en manos del GLV-Brums de Giovanni Lavaggi. La última carrera fue en los 1000 km de Monza de 2003.